# Herbert Johnston
Herbert Johnston   (Southwark, 16 d'abril de 1902 - Havering, 5 d'abril de 1967) va ser un atleta anglès que va competir durant la dècada de 1920.
El 1924 va prendre part en els Jocs Olímpics de París, on guanyà la medalla de plata en la prova dels 3.000 metres relleus del programa d'atletisme, formant equip amb George Webber i Bernhard McDonald. Quatre anys més tard, als Jocs d'Amsterdam, fou vuitè en la cursa dels 5.000 metres.
Un cop retirat va continuar vinculat a l'atletisme, entrenant a diversos fondistes destacats, com Jim Peters, que va posseir el rècord del món de la marató durant sis anys, Stan Cox i Fred Norris.

## Millors marques
- Milla. 4' 21.8" (1924)
- 3.000 metres. 8' 45.2" (1924)
- 5.000 metres. 15' 00.4" (1926)[1][2]